# Клятва вірності (фільм)
Клятва вірності (англ. Pledge of Allegiance) — американський фільм 2003 року.

## Сюжет
Шон Макінтайр — відмінний хлопець на якого завжди можна покластися. Тому, ще в початковій школі друзі проголошують його своїм ватажком. Для хлопців, що наслідують знаменитим італійським гангстерам, Шон стає «хрещеним батьком». Але з роками безневинна забава перетворюємося на спокусливу реальність, а великі гроші, недитячі пристрасті і шалений ризик затягують їх у небезпечну павутину, де не кожен може залишитися в живих. Шон знає — відтепер гра ведеться насправді, і незабаром йому доведеться зробити вибір між клятвою вірності «мафії» і своєю совістю, адже тільки він може врятувати своїх друзів.

## У ролях
- Фредді Родрігес — Шон Макінтайр
- Карміне Джовінаццо — Френкі
- Джейсон Лоугрідж — Нік Мальдонадо
- Тревер Вайатт Хоппер — Джиммі
- Пітер Добсон — Сальваторе Мальдонадо
- Джеймс Дювал — Рей
- Мелісса Марсала — Софія Мальдонадо
- Брайан Фарабо — Дойл
- Моніка Олджейр — Шеллі
- Аліса Рейс — Рейчел
- Джеймс ДеБелло — Рокер
- Френсіс Капра — Пет
- Бенжамін Салісбері — Дерек
- Ріна Оуен — мати Шона
- Джон До — шеф Макінтайр
- Джозеф Болонья — директор Пульезе
- Гебріел Болонья — Террі
- Леннон Мерфі — Енні
- Сара Олдріч — Шайєнн / Емілі
- Тед Реймі — Фелпс